# KANSAI50年
KANSAI50年（かんさいごじゅうねん）は、2008年9月15日に放送された、読売テレビ開局50周年特別番組である。

## 概要
開局50年を迎えた読売テレビが、「関西の過去50年を振り返り、未来の50年を考えよう」をコンセプトに、過去の50年の映像を放送していく。
また、環境問題・防災に関しては、未来に向けての提案などを行った。
特別企画として、淀川から琵琶湖までの水質調査・関西人が選ぶ50大ニュースが放送された。

## おもな出演者
- なるみ・陣内智則・辛坊治郎（ytv解説委員）・/三浦隆志・虎谷温子（ytvアナウンサー）
- 大田良平、小林杏奈（ytvアナウンサー）・サバンナ、清水健（ytvアナウンサー）・やしきたかじん・宮根誠司・/森若佐紀子（ytvアナウンサー）など

## ゲスト
- 大村崑・キダ・タロー・石川敏男・山崎邦正・麒麟・北川弘美・加藤夏希・/桂ざこば・田嶋陽子・宮崎哲弥ほか

## タイムテーブル
- 7:40 - 11:18『ズームイン!!SUPER』・『なるトモ!』

（8:00 - 9:55の『スッキリ!!』は休止）
- 11:18 - 11:55は、『NNNストレイトニュース』・通販番組・『キユーピー3分クッキング』を放送するため中断。
- 11:55 - 12:55『たかじんのそこまで言って委員会』SP
- 12:55 - 13:55『情報ライブ ミヤネ屋』拡大スペシャル

（『おもいッきりイイ!!テレビ』は休止）
- 13:55 - 14:55『情報ライブ ミヤネ屋』（通常版）
- 14:55 - 16:53 祝日特番（ytv制作の全国ネット単発特番『ギャー!!どうする!?緊急対処の専門学校』（14:55 - 16:20）とその日の夜に放送する『鳥人間コンテスト2008』の事前番組（16:20 - 16:53）を放送するため、中断。
- 16:53 - 17:50『ニューススクランブル』スペシャル

（『Newsリアルタイム』17時台は休止）
- 17:50 - 18:16『NNN Newsリアルタイム』
- 18:16 - 18:58『ニューススクランブル』スペシャル
- 18:58 終了

## 『なるトモ!』ネット局の対応
- 中京テレビ

同番組は休止となった。
代替として「日中戦争秘話 ふたつの祖国をもつ女諜報員～鄭蘋如の真実～」（ytv制作）が放送された。
- 広島テレビ

同番組は休止となった。
代替として「メッセンジャー黒田の史上最強!恋愛ドリル?あなたの恋を大診断SP?」（ytv制作）・テレショップが放送された。
- くまもと県民テレビ

同番組は休止となった。
代替として「遠くへ行きたい」・テレショップが放送された。

## 『情報ライブ ミヤネ屋』ネット局の対応
- 50大ニュースは、12:55 - 13:55に放送されたため、通常通り『情報ライブ ミヤネ屋』を放送。
- 但し、14:55から祝日特番が放送されたため、14:55までの放送となった。